# Der Bergdoktor – Ein letztes Lied
Ein letztes Lied ist eine 90-minütige Episode der deutsch-österreichischen Fernsehserie Der Bergdoktor des ZDF und ORF. Es ist die dritte Episode der neunten Staffel. Regie führte Axel Barth, das Drehbuch schrieb Philipp Roth.
Die Erstausstrahlung war am Mittwoch, dem 6. Januar 2016 auf ORF 2, die deutsche Erstausstrahlung einen Tag später am 7. Januar im ZDF.

## Rezeption

### Einschaltquoten
Die deutsche Erstausstrahlung am 7. Januar 2016 im ZDF verfolgten insgesamt 7,04 Millionen Zuschauer, was einem Marktanteil von 20,6 % beim Gesamtpublikum entsprach. Bei den Jüngeren zwischen 14 und 49 Jahren waren es 8 %.